# Hipparchia attikana
Hipparchia attikana är en fjärilsart som beskrevs av Hans Fruhstorfer 1907. Hipparchia attikana ingår i släktet Hipparchia och familjen praktfjärilar. Inga underarter finns listade i Catalogue of Life.